# Luiz Filipe da Conceição
Luíz Filipe Pires da Conceição (Vila do Porto, Açores, 1952 — 30 de Julho de 2019), foi um professor universitário e arquitecto português.

## Biografia
Nasceu na localidade de Vila do Porto, no Arquipélago dos Açores,  em 1952. Frequentou a Escola Superior de Belas-Artes de Lisboa, onde se formou em 1978, e em 1997 fez o seu doutoramento na Universidade Técnica de Lisboa, com a tese A consagração da água através da arquitectura, Para uma arquitectura da água.
Exerceu como arquitecto, tendo-se igualmente destacado como um investigador naquela área, principalmente sobre os temas do planeamento urbano e da arquitectura vernacular, tendo escrito vários artigos na imprensa. Estava integrado na Associação Europeia para o ensino da Arquitectura (en). Em 2007 concorreu para o posto de presidente da Ordem dos Arquitectos, com o lema Por uma Ordem de valores.
Também foi professor de arquitectura durante vários anos, tendo ensinado na Universidade Lusíada e na Universidade Lusófona de Lisboa. Nesta última instituição trabalhou igualmente como investigador no Centro de Estudos do Território, Cultura e Desenvolvimento, e como director do mestrado integrado em arquitectura. Também passou pelo campus de Setúbal da Universidade Moderna, onde foi professor e director do curso de arquitectura. Na altura do seu falecimento ensinava na Unidade Curricular de Projecto da Faculdade de Arquitectura da Universidade de Lisboa, e trabalhava igualmente no Instituto Superior Manuel Teixeira Gomes, em Portimão, onde ocupava as funções de coordenador do mestrado integrado em arquitectura e director do Departamento de Arquitectura, Design e Artes. Fez parte desta instituição de ensino durante mais de duas décadas.
Começou a escrever poesia poética na juventude, tendo algumas das suas obras sido incluídas em antologias de temática popular. Em 2017 publicou um livro, Prosápias Geométricas, tendo sido classificado pelo professor Paulo Sucena como um «puro artífice que tenta com a sua escrita que o que o cerca renasça numa nova forma».
Faleceu em 30 de Julho de 2019. O seu corpo ficou em câmara ardente no Palácio do Grande Oriente Lusitano, em Lisboa. Foi enterrado no Cemitério do Alto da Ajuda. Na sequência da sua morte, a Secção Regional do Sul da Ordem dos Arquitectos emitiu uma nota de pesar, onde realçou a sua carreira como arquitecto e professor. O Instituto Superior Manuel Teixeira Gomes também lamentou a sua morte, tendo nessa altura destacado a sua competência e dedicação nos vários postos que desempenhou naquela instituição de ensino.